# Stazione di Roma San Filippo Neri
Stazione di Roma San Filippo Neri vasútállomás Olaszországban, Rómában. Nevét a közeli Néri Szent Fülöp-kórházról (Ospedale San Filippo Neri) kapta.

## Vasútvonalak
Az állomást az alábbi vasútvonalak érintik:
- Viterbo–Róma-vasútvonal

## Kapcsolódó állomások
A vasútállomáshoz az alábbi állomások vannak a legközelebb:
- Stazione di Roma Monte Mario (Stazione di Roma Tiburtina, FL3)
- Stazione di Ottavia (Stazione di Viterbo Porta Fiorentina, FL3)